# Hexatoma fulvithorax
Hexatoma fulvithorax är en tvåvingeart som beskrevs av Alexander 1967. Hexatoma fulvithorax ingår i släktet Hexatoma och familjen småharkrankar. Inga underarter finns listade i Catalogue of Life.